# Svavelsön
Svavelsön är en ö och tidigare småort i Österåkers kommun i Stockholms län, belägen i en trång vik väster om Svinninge nära länsväg 274. Svavelsön har broförbindelse till Svinninge. Från 2015 räknas orten som en del av tätorten Svinninge och småorten upplöstes.
På kartor upprättade före år 1850 kan man utläsa att ön tidigare kallades Safversö.